# ملعب فلسطين
ملعب فلسطين يقع في مدينة غزة، فلسطين. يُعد الملعب الوطني وموطن المنتخب الفلسطيني لكرة القدم. تبلغ سعة الملعب حوالي 10,000 متفرج.
قصفه الجيش الإسرائيلي في (1 أبريل 2006)، وهو غير قابل للاستخدام في الوقت الراهن بسبب تشكل الحفر. أعلن الاتحاد الدولي لكرة القدم الفيفا أنه سيمول أعمال الترميم. قصف مرة أخرى في 19 نوفمبر 2012، من قبل الجيش الإسرائيلي كجزء من التصعيد على غزة.